# Компаративна митологија
Компаративна митологија је поређење митова из различитих култура у покушају да се идентификују заједничке теме и карактеристике. Користила се у различите академске сврхе, на пример како би научници истражили развој религија и култура, пронашли заједничко порекло митова из различитих култура и подржали различите психоаналитичке теорије. Упоредно проучавање митологија је открило транснационалне мотиве који глобално обједињују духовно разумевање.

## Опис
Антрополог Скот Литлетон је дефинисао компаративну митологију као „систематско поређење митова и митских тема извучених из широког спектра култура”. Упоређујући митологије различитих култура, научници покушавају да идентификују основне сличности и да реконструишу „протомитологију” из које су се те митологије развиле. У одређеној мери, све теорије о митологији прате упоредни приступ, „по дефиницији, сви теоретичари траже сличности међу митовима”. Међутим, проучаваоци митологије могу се грубо поделити на партикуларисте који истичу разлике између митова и компаративисте који истичу сличности. Партикуларисти имају тенденцију да траже сличности које су компаративистима „нејасне и површне”, док компаративисти имају тенденцију да „тврде да су разлике које су урезали партикуларисти тривијалне и успутне”. Компаративна митологија је имала велику популарност међу научницима из 18. и 19. века и многи од њих су веровали да сви митови указују да су еволуирали из мисли. Према овој теорији поетски описи су се временом изобличили у наизглед различите приче о боговима и херојима. Међутим, савремени научници више нагињу партикуларизму. Компаративни митолози обухватају различите области међу којима је фолклор, књижевност, историја, лингвистика и веронаука и користили су различите методе за упоређивање митова.